# Norsjö (Gemeinde)
Koordinaten: 64° 55′ N, 19° 29′ O

Norsjö ist eine Gemeinde (schwedisch kommun) in der schwedischen Provinz Västerbottens län und der historischen Provinz Västerbotten. Der Hauptort der Gemeinde ist Norsjö.
Weitere Ortschaften sind Bastuträsk, Bjursele, Kvarnåsen, Mensträsk, Svansele u. a. m. Durch die Gemeinde führen die Eisenbahnstrecke Vännäs–Boden und die Regionalstraßen 370 und 365.

## Geographie
Die Gemeinde liegt im Vorland des Skandinavischen Gebirges und ist von einer hügeligen Landschaft geprägt. Das Gemeindegebiet ist bewaldet und von ausgedehnten Feuchtgebieten und zahlreichen Seen durchzogen. Durch die Gemeinde fließt der Skellefte älv.

## Wirtschaft
Forstwirtschaft und holzverarbeitende Industrie sind wichtige Wirtschaftszweige.

## Sehenswürdigkeiten
In der Gemeinde liegt Schwedens historisch längste Seilbahn, die die 13 Kilometer zwischen Örträsk und Mensträsk überbrückte. Sie befand sich etwa 25 km nördlich von Norsjö. Sie war der Rest der 96 Kilometer langen Erzseilbahn zwischen Kristineberg und Boliden und wurde in einem Teilabschnitt bis 2017 für touristische Zwecke genutzt.
- Das Heimatmuseum Norsjö beherbergt ein Skimuseum, ein Jagdmuseum und ein Kunstmuseum
- Das Wildmark-Zentrum in Svansele 20 km nordöstlich von Norsjö zeigt die Fauna der Region anhand von ausgestopften Tieren. Außerdem werden Jagdmethoden sowie das Leben am Fluss gezeigt.